# Ian Pooley
Ian Pooley (eigentlich Ian Christopher Pinnekamp; * 29. Dezember 1973 in Mainz) ist ein deutscher Musikproduzent und DJ. Pooleys Musik ist beeinflusst vom Detroit Techno, sie kann den Bereichen House und Tech House, mit brasilianischen Elementen, zugeordnet werden.

## Leben
Pooley begann mit zwölf Jahren eigene Mixe zu produzieren. Im Jahr 2003 gründete er sein eigenes Label Pooled. Bis 2006 lebte er in Mainz, seitdem in Berlin.

## Diskografie

### Alben
- The Times (1996; Force Inc. Music Works)
- Meridian (1998; V2 Records)
- Since Then (2000; V2 Records)
- Souvenirs (2004; pooledmusic, Ministry of Sound)
- Brazilution (2005)
- A Subterranean Soundtrack (2005)
- In Other Words (2008)
- What I Do (2013; pooledmusic)

## Auszeichnungen
- Dance Music Award
  - 2000: in der Kategorie „Bestes Album“ (Since Then)